# Вальрод
Вальрод (нем. Wahlrod) — община в Германии, в земле Рейнланд-Пфальц. 
Входит в состав района Вестервальд. Подчиняется управлению Хахенбург.  Население составляет 853 человека (на 31 декабря 2010 года). Занимает площадь 5,99 км².